# Parque Urbano Napateco
Parque Urbano Napateco es una localidad de México ubicada en el municipio de Tulancingo de Bravo, en el estado de Hidalgo.

## Geografía
Se ubica en el Valle de Tulancingo, y le corresponden las coordenadas geográficas 20° 08’ 40.69” de latitud norte y 98° 20’ 22.249” de longitud oeste, con una altitud de 2197 m s. n. m. En cuanto a fisiografía se encuentra dentro de la provincia del Eje Neovolcánico, y en los límites de las subprovincias de “Lagos y volcanes de Anáhuac” y “Lagos y Volcanes de Querétaro e Hidalgo;” su terreno es de sierra, valle, llanura. En lo que respecta a la hidrografía se encuentra posicionado en la región del Pánuco, dentro de la cuenca del río Moctezuma, en la subcuenca del río Metztitlán. Cuenta con un clima semiseco templado.

## Demografía
En 2020 registró una población de 7817 personas, lo que corresponde al 4.64 % de la población municipal. De los cuales 3720 son hombres y 4097 son mujeres. Tiene 2317 viviendas particulares habitadas. La localidad se encuentra en la zona metropolitana de Tulancingo.
| Gráfica de evolución demográfica de Parque Urbano Napateco entre 1995 y 2020                                |
| |
| Población de los censos y conteos del Instituto Nacional de Estadística y Geografía (INEGI) de 1990 a 2010. |